# Scraptia platycephala
Scraptia platycephala es una especie de coleóptero de la familia Scraptiidae.

## Distribución geográfica
Habita en Sudamérica.